# گروه تحقیقاتی قطب جنوب ژاپن

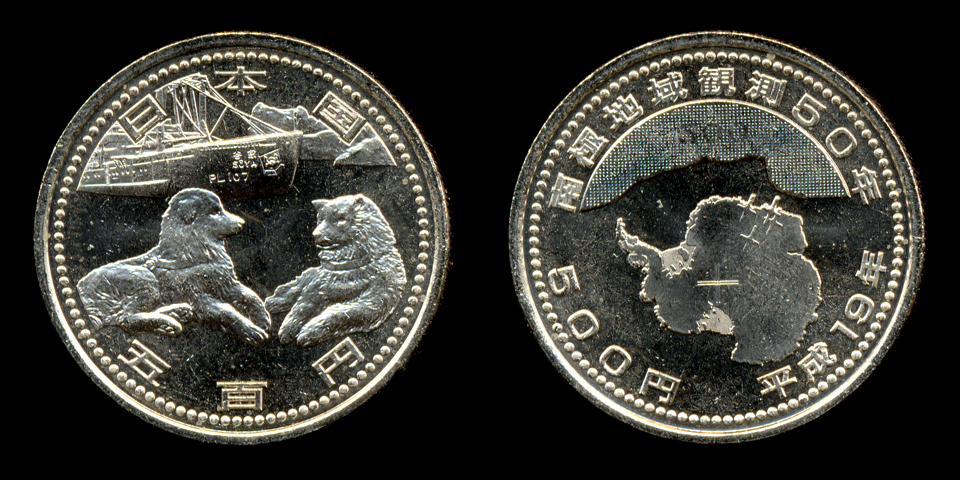
سکه یادبود

هیئت اعزامی تحقیقاتی قطب جنوب ژاپن ((به ژاپنی: 南極地域観測隊, Nankyoku chiiki kansoku-tai, JARE)) اشاره به یک سری از روش‌های علمی ژاپنی برای سفر کاوشگری قطب جنوب اشاره دارد.
اولین اسفر اکتشافی هیئت اعزامی تحقیقاتی قطب جنوب ژاپن در سال ۱۹۵۷ برای هماهنگی با سال بین‌المللی ژئوفیزیک راه اندازی شد. این تیمی بود که ۱۵ سگ از جمله تارو و جیرو را پس از تخلیه اضطراری در فوریه ۱۹۵۸ پشت سر گذاشت.
سفرهای اکتشافی به قطب جنوب از سال ۱۹۶۸ تا ۱۹۷۷ انجام شد و مغزه یخی در این سفرها، عمدتاً در میزوهو، حفاری شدند. نمونه بعدی یک سفر اکولوژیکی بود که اکوسیستم‌های نزدیک ایستگاه شووا (قطب جنوب) در جنوبگان را مطالعه می‌کرد.